# Gunar Ortlepp
Gunar Ortlepp (* 20. April 1929 in Waltershausen; † 18. Februar 2011 in Hamburg) war ein deutscher Journalist, Übersetzer und Autor.

## Leben
Ortlepp arbeitete als Kulturredakteur beim Spiegel. In dieser Funktion war er enger mit dem Schriftsteller Arno Schmidt bekannt. Die Mitschnitte der Gespräche, die Ortlepp im April und August 1970 mit Alice und Arno Schmidt geführt hatte (Anlass dieser Gespräche war Zettel’s Traum), wurden 2007 veröffentlicht. Diese Aufzeichnungen zeigen laut Uwe Pralle „das Profil seiner Welt, wie man es sich besser nicht wünschen kann“.
Ortlepp hatte er ein besonderes Interesse an Weltreisen und unternahm selber verschiedene Fernreisen. 1980 bereiste er Afrika, 1985 die Südsee und 1992 Lateinamerika.
Zudem übersetzte er Romane von Raymond Chandler und Dashiell Hammett.

## Schriften
- Aufbruch und Ankunft, München 1956.
- sehen, verstehen, lieben: 3 Schritte in die Kunst, zus. mit Kurt Kranz, Gütersloh 1964.
- Südsee, Reinbek bei Hamburg 1986.
- (als Übersetzer) Raymond Chandler, Der große Schlaf, Zürich 1974.
- (als Übersetzer) Dashiell Hammett, Rote Ernte, Zürich 1976.